# Microsoft DirectX

Beeldmerk van DirectX

Microsoft DirectX is een verzameling API's die het voor programmeurs eenvoudiger maakt computerspellen te programmeren op Windows. DirectX en de bijbehorende SDK zijn gratis verkrijgbaar bij producent Microsoft.
Oorspronkelijk was DirectX bedoeld als Microsofts tegenhanger van OpenGL en speciaal gemaakt om de langzame aansturing van de videokaart te vervangen. Later werd DirectX ook uitgebreid met functies voor geluidskaart-aansturing en multiplayer-mogelijkheden.
Er verschijnen voor DirectX regelmatig updates. Omdat bij een computerspel gebruikelijk de laatste versie van DirectX wordt gebruikt, en die mogelijk nog niet bij de eindgebruiker geïnstalleerd is, wordt bij een computerspel vaak de laatste versie van DirectX bijgeleverd.

## Onderdelen van DirectX
- DirectX Graphics, bestaande uit
  - DirectDraw
  - Direct3D
- DirectSound
- DirectMusic (verouderd)
- DirectInput (Wordt vanaf DirectX 10 niet meer ondersteund. Programmeurs van nieuwe programma's wordt aangeraden om Raw Input te gebruiken voor de input van toetsenbord en muis.[1] Voor de aansturing van game controllers wordt de XInput-API aangeraden.)
- DirectShow
- DirectPlay